# Lekkoatletyka na Letnich Igrzyskach Olimpijskich 1992 – bieg na 200 m kobiet
Bieg na 200 metrów kobiet podczas XXV Letnich Igrzysk Olimpijskich w Barcelonie rozegrano 3 (eliminacje i ćwierćfinały), 5 (półfinały) i 6 sierpnia 1992 (półfinały i finał) na Estadi Olímpic de Montjuïc. Zwyciężczynią została reprezentantka Stanów Zjednoczonych Gwen Torrence.

## Rekordy

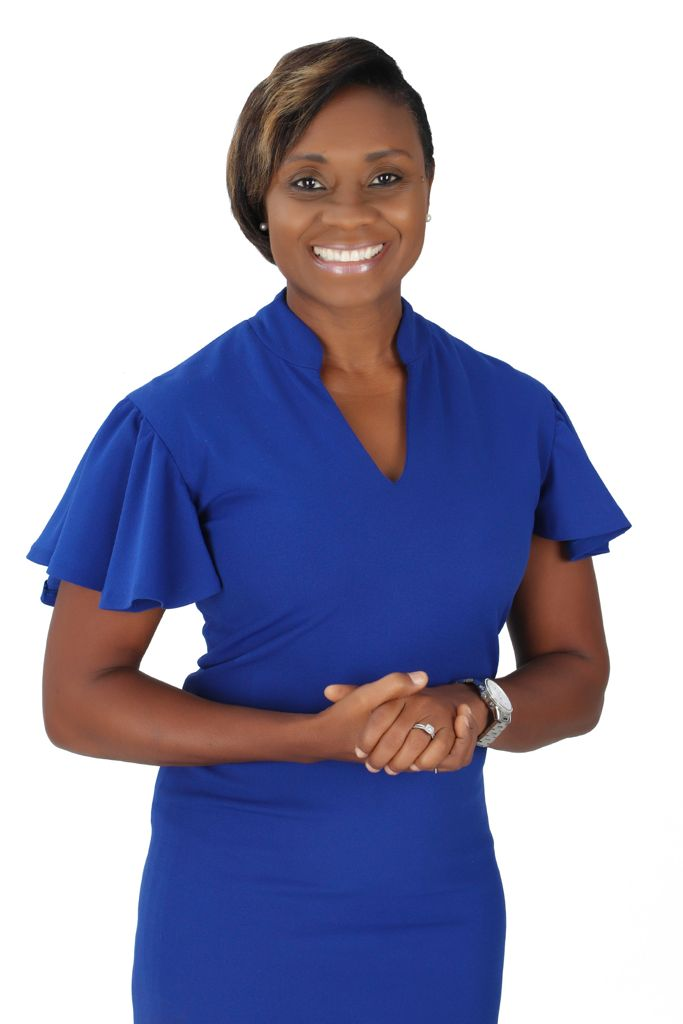
Juliet Cuthbert

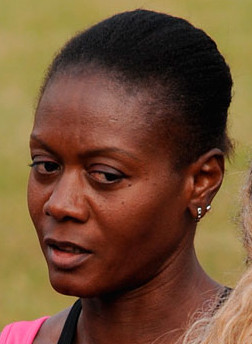
Merlene Ottey

|                   | Zawodniczka              | Narodowość        | Czas  | Data                  | Miejsce |
| ----------------- | ------------------------ | ----------------- | ----- | --------------------- | ------- |
| Rekord świata     | Florence Griffith-Joyner | Stany Zjednoczone | 21,34 | 29 września 1988(dts) | Seul    |
| Rekord olimpijski | Florence Griffith-Joyner | Stany Zjednoczone | 21,34 | 29 września 1988(dts) | Seul    |

## Wyniki
| Poz. - pozycja |
| – rekord świata \| – rekord krajowy \| – rekord życiowy \| = – wyrównany rekord życiowy \| · – najlepszy wynik w sezonie \| = – wyrównany najlepszy wynik w sezonie \| – rekord olimpijski |
| Fn – falstart \| DNF – nie ukończyła \| DNS – nie wystartowała \| DSQ – zdyskwalifikowana                                                                                                  |

### Eliminacje
Rozegrano siedem biegów eliminacyjnych. Do ćwierćfinałów awansowały po cztery najlepsze zawodniczki z każdego biegu (Q) oraz cztery z najlepszymi czasami spośród pozostałych (q).

#### Bieg 1
Wiatr: +0,7 m/s
| Poz. | Zawodniczka        | Narodowość               | Rezultat | Uwagi |
| ---- | ------------------ | ------------------------ | -------- | ----- |
| 1    | Mary Onyali        | Nigeria                  | 23,06    | Q     |
| 2    | Irina Priwałowa    | WNP                      | 23,22    | Q     |
| 3    | Lucrécia Jardim    | Portugalia               | 23,26    | Q     |
| 4    | Damayanthi Dharsha | Sri Lanka                | 23,82    | Q     |
| 5    | Melissa Moore      | Australia                | 23,86    |       |
| 6    | Olga Mutanda       | Wybrzeże Kości Słoniowej | 24,19    |       |
| 7    | Vaciseva Tavaga    | Fidżi                    | 25,07    |       |
| –    | Marcel Winkler     | Południowa Afryka        | DNS      |       |

#### Bieg 2
Wiatr: +0,3 m/s
| Poz. | Zawodniczka          | Narodowość      | Rezultat | Uwagi |
| ---- | -------------------- | --------------- | -------- | ----- |
| 1    | Merlene Ottey        | Jamajka         | 22,95    | Q     |
| 2    | Jennifer Stoute      | Wielka Brytania | 23,15    | Q     |
| 3    | Sisko Hanhijoki      | Finlandia       | 23,27    | Q     |
| 4    | Wang Huei-chen       | Chińskie Tajpej | 23,37    | Q     |
| 5    | Andrea Thomas        | Niemcy          | 23,52    | q     |
| 6    | Trương Hoàng Mỹ Linh | Wietnam         | 24,45    |       |
| 7    | Zoila Stewart        | Kostaryka       | 24,64    |       |

#### Bieg 3
Wiatr: +0,2 m/s
| Poz. | Zawodniczka        | Narodowość        | Rezultat | Uwagi |
| ---- | ------------------ | ----------------- | -------- | ----- |
| 1    | Juliet Cuthbert    | Jamajka           | 22,99    | Q     |
| 2    | Elinda Vorster     | Południowa Afryka | 23,14    | Q     |
| 3    | Pauline Davis      | Bahamy            | 23,47    | Q     |
| 4    | Heather Samuel     | Antigua i Barbuda | 24,09    | Q     |
| 5    | Maguy Nestoret     | Francja           | 24,15    |       |
| 6    | Ngozi Mwanamwambwa | Zambia            | 24,59    |       |
| 7    | Nednapa Chommuak   | Tajlandia         | 24,76    |       |
| 8    | Deirdre Caruana    | Malta             | 25,28    |       |

#### Bieg 4
Wiatr: 0,0 m/s
| Poz. | Zawodniczka       | Narodowość        | Rezultat | Uwagi |
| ---- | ----------------- | ----------------- | -------- | ----- |
| 1    | Silke-Beate Knoll | Niemcy            | 22,83    | Q     |
| 2    | Michelle Finn     | Stany Zjednoczone | 23,00    | Q     |
| 3    | Karin de Lange    | Holandia          | 23,53    | Q     |
| 4    | Simmone Jacobs    | Wielka Brytania   | 23,90    | Q     |
| 5    | Ágnes Kozáry      | Węgry             | 24,50    |       |
| 6    | Prisca Philip     | Barbados          | 24,56    |       |
| –    | Oumou Sow         | Gwinea            | DNF      |       |
| –    | N’Deye Binta Dia  | Senegal           | DNS      |       |

#### Bieg 5
Wiatr: +0,5 m/s
| Poz. | Zawodniczka       | Narodowość                           | Rezultat | Uwagi |
| ---- | ----------------- | ------------------------------------ | -------- | ----- |
| 1    | Galina Malczugina | WNP                                  | 23,08    | Q     |
| 2    | Sabine Günther    | Niemcy                               | 23,41    | Q     |
| 3    | Sabine Tröger     | Austria                              | 23,72    | Q     |
| 4    | Ruth Morris       | Wyspy Dziewicze Stanów Zjednoczonych | 24,17    | Q     |
| 5    | Dawnette Douglas  | Bermudy                              | 25,03    |       |
| 6    | Manda Kanouté     | Mali                                 | 26,03    |       |
| –    | Chen Zhaojing     | Chiny                                | DSQ      |       |

#### Bieg 6
Wiatr: +1,3 m/s
| Poz. | Zawodniczka          | Narodowość        | Rezultat | Uwagi |
| ---- | -------------------- | ----------------- | -------- | ----- |
| 1    | Carlette Guidry      | Stany Zjednoczone | 22,82    | Q     |
| 2    | Melinda Gainsford    | Australia         | 23,18    | Q     |
| 3    | Anelija Nunewa       | Bułgaria          | 23,32    | Q     |
| 4    | Karen Clarke         | Kanada            | 23,57    | Q     |
| 5    | Valérie Jean-Charles | Francja           | 23,69    | q     |
| 6    | Gaily Dube           | Zimbabwe          | 24,15    |       |
| 7    | Melrose Mansaray     | Sierra Leone      | 24,67    |       |
| –    | Jacqueline Solíz     | Boliwia           | DSQ      |       |

#### Bieg 7
Wiatr: +0,7 m/s
| Poz. | Zawodniczka         | Narodowość        | Rezultat | Uwagi |
| ---- | ------------------- | ----------------- | -------- | ----- |
| 1    | Gwen Torrence       | Stany Zjednoczone | 22,66    | Q     |
| 2    | Grace Jackson–Small | Jamajka           | 22,72    | Q     |
| 3    | Marina Trandienkowa | WNP               | 22,79    | Q     |
| 4    | Lalao Ravaonirina   | Madagaskar        | 23,58    | Q     |
| 5    | Iolanda Oanță       | Rumunia           | 23,83    | q     |
| 6    | Georgette Nkoma     | Kamerun           | 23,85    | q     |
| 7    | Ruth Mangue         | Gwinea Równikowa  | 27,65    |       |

### Ćwierćfinały
Rozegrano cztery biegi ćwierćfinałowe. Do półfinałów awansowały po cztery najlepsze zawodniczki z każdego biegu.

#### Bieg 1
Wiatr: 0,0 m/s
| Poz. | Zawodniczka          | Narodowość        | Rezultat | Uwagi |
| ---- | -------------------- | ----------------- | -------- | ----- |
| 1    | Juliet Cuthbert      | Jamajka           | 22,01    | Q     |
| 2    | Michelle Finn        | Stany Zjednoczone | 22,42    | Q     |
| 3    | Pauline Davis        | Bahamy            | 22,44    | Q     |
| 4    | Silke-Beate Knoll    | Niemcy            | 22,46    | Q     |
| 5    | Marina Trandienkowa  | WNP               | 22,50    |       |
| 6    | Wang Huei-chen       | Chińskie Tajpej   | 22,93    |       |
| 7    | Simmone Jacobs       | Wielka Brytania   | 23,61    |       |
| 8    | Valérie Jean-Charles | Francja           | 23,64    |       |

#### Bieg 2
Wiatr: 0,0 m/s
| Poz. | Zawodniczka         | Narodowość        | Rezultat | Uwagi |
| ---- | ------------------- | ----------------- | -------- | ----- |
| 1    | Gwen Torrence       | Stany Zjednoczone | 22,21    | Q     |
| 2    | Grace Jackson–Small | Jamajka           | 22,59    | Q     |
| 3    | Elinda Vorster      | Południowa Afryka | 22,99    | Q     |
| 4    | Sisko Hanhijoki     | Finlandia         | 23,09    | Q     |
| 5    | Lucrécia Jardim     | Portugalia        | 23,09    |       |
| 6    | Lalao Ravaonirina   | Madagaskar        | 23,63    |       |
| 7    | Damayanthi Dharsha  | Sri Lanka         | 23,89    |       |
| 8    | Georgette Nkoma     | Kamerun           | 24,06    |       |

#### Bieg 3
Wiatr: +1,2 m/s
| Poz. | Zawodniczka       | Narodowość        | Rezultat | Uwagi |
| ---- | ----------------- | ----------------- | -------- | ----- |
| 1    | Galina Malczugina | WNP               | 22,22    | Q     |
| 2    | Carlette Guidry   | Stany Zjednoczone | 22,26    | Q     |
| 3    | Anelija Nunewa    | Bułgaria          | 22,62    | Q     |
| 4    | Jennifer Stoute   | Wielka Brytania   | 22,73    | Q     |
| 5    | Sabine Günther    | Niemcy            | 23,10    |       |
| 6    | Iolanda Oanță     | Rumunia           | 23,75    |       |
| 7    | Karen Clarke      | Kanada            | 23,80    |       |
| 8    | Heather Samuel    | Antigua i Barbuda | 24,12    |       |

#### Bieg 4
Wiatr: –0,9 m/s
| Poz. | Zawodniczka       | Narodowość                           | Rezultat | Uwagi |
| ---- | ----------------- | ------------------------------------ | -------- | ----- |
| 1    | Merlene Ottey     | Jamajka                              | 21,94    | Q     |
| 2    | Irina Priwałowa   | WNP                                  | 22,45    | Q     |
| 3    | Mary Onyali       | Nigeria                              | 22,60    | Q     |
| 4    | Melinda Gainsford | Australia                            | 23,03    | Q     |
| 5    | Andrea Thomas     | Niemcy                               | 23,19    |       |
| 6    | Karin de Lange    | Holandia                             | 23,41    |       |
| 7    | Sabine Tröger     | Austria                              | 23,41    |       |
| 8    | Ruth Morris       | Wyspy Dziewicze Stanów Zjednoczonych | 24,26    |       |

### Półfinały
Rozegrano dwa biegi półfinałowe. Do finału awansowały po cztery najlepsze zawodniczki z każdego biegu.

#### Bieg 1
Wiatr: –1,6 m/s
| Poz. | Zawodniczka         | Narodowość        | Rezultat | Uwagi |
| ---- | ------------------- | ----------------- | -------- | ----- |
| 1    | Merlene Ottey       | Jamajka           | 22,12    | Q     |
| 2    | Carlette Guidry     | Stany Zjednoczone | 22,31    | Q     |
| 3    | Galina Malczugina   | WNP               | 22,44    | Q     |
| 4    | Grace Jackson–Small | Jamajka           | 22,58    | Q     |
| 5    | Silke-Beate Knoll   | Niemcy            | 22,60    |       |
| 6    | Pauline Davis       | Bahamy            | 22,61    |       |
| 7    | Elinda Vorster      | Południowa Afryka | 23,08    |       |
| 8    | Sisko Hanhijoki     | Finlandia         | 23,26    |       |

#### Bieg 2
Wiatr: –0,1 m/s
| Poz. | Zawodniczka       | Narodowość        | Rezultat | Uwagi |
| ---- | ----------------- | ----------------- | -------- | ----- |
| 1    | Gwen Torrence     | Stany Zjednoczone | 21,72    | Q     |
| 2    | Juliet Cuthbert   | Jamajka           | 21,75    | Q     |
| 3    | Irina Priwałowa   | WNP               | 22,08    | Q     |
| 4    | Michelle Finn     | Stany Zjednoczone | 22,39    | Q     |
| 5    | Mary Onyali       | Nigeria           | 22,60    |       |
| 6    | Jennifer Stoute   | Wielka Brytania   | 23,01    |       |
| 7    | Melinda Gainsford | Australia         | 23,03    |       |
| –    | Anelija Nunewa    | Bułgaria          | DNS      |       |

### Finał
Wiatr: –0,6 m/s
| Poz. | Zawodniczka         | Narodowość        | Rezultat |
| ---- | ------------------- | ----------------- | -------- |
| 1    | Gwen Torrence       | Stany Zjednoczone | 21,81    |
| 2    | Juliet Cuthbert     | Jamajka           | 22,02    |
| 3    | Merlene Ottey       | Jamajka           | 22,09    |
| 4    | Irina Priwałowa     | WNP               | 22,19    |
| 5    | Carlette Guidry     | Stany Zjednoczone | 22,30    |
| 6    | Grace Jackson–Small | Jamajka           | 22,58    |
| 7    | Michelle Finn       | Stany Zjednoczone | 22,61    |
| 8    | Galina Malczugina   | WNP               | 22,63    |